# Fayette County, Pennsylvania
Fayette County är ett administrativt område i delstaten Pennsylvania i USA, med 136 606 invånare.  Den administrativa huvudorten (county seat) är Uniontown.
I countyt finns Laurelgrottorna, som är de största grottorna i Pennsylvania.

## Demografi
Enligt folkräkningen 2010 har Fayette County en folkmängd på 136 606 invånare. Folkmängden har minskat kraftigt under senare år. Mellan 1920- och 1970-talen bodde uppemot 200 000 invånare i countyt.
År 2014 levde 20,2 procent av countyts invånare under fattigdomsgränsen. Medelåldern i countyt var 40 år vid folkräkningen 2010. Ungefär hälften (51,8 procent) av alla hushåll består av gifta par. Mer än en fjärdedel (28,7 procent) av alla hushåll har barn under 18 år. 12,4 procent är ensamstående mammor.
Av countyts invånare är 93,3 procent vita (varav 19,8 procent med tyskt ursprung och 13,2 procent med italienskt ursprung).

## Politik
Fayette County har sedan 1930-talet varit ett starkt fäste för demokraterna, men under 2010-talet har countyt alltmer börjat rösta på republikanerna.
Demokraternas kandidat vann rösterna i countyt i samtliga presidentval utom 1972 mellan valen 1932 och 2004. I valet 2008 var countyt mycket jämnt, men republikanernas kandidat vann till slut med en marginal på 0,4 procent. I valet 2012 ökade stödet för republikanernas kandidat, som vann countyt efter att ha fått 53,5 procent av rösterna mot 45,2 procent för demokraternas kandidat. I valet 2016 ökade stödet återigen då republikanernas kandidat Donald Trump vann med 63,9 procent av rösterna mot 33,2 för demokraternas kandidat (det vill säga med 31 procents marginal). Detta är den största segermarginalen i countyt för en kandidat sedan valet 1988 då demokraternas kandidat fick 65,7 procent. Det är den största segern i Fayette County för en republikansk presidentkandidat genom alla tider.

## Geografi
Enligt United States Census Bureau har countyt en total area på 2 067 km². 2 047 km² av den arean är land och 20 km² är vatten.

### Angränsande countyn
- Westmoreland County - nord
- Somerset County - öst
- Garrett County, Maryland - sydost
- Preston County, West Virginia - syd
- Monongalia County, West Virginia - sydväst
- Greene County - väst
- Washington County - nordväst

### Orter
- Belle Vernon
- Brownsville
- Connellsville
- Dawson
- Dunbar
- Everson
- Fairchance
- Fayette City
- Markleysburg
- Masontown
- Newell
- Ohiopyle
- Perryopolis
- Point Marion
- Seven Springs (delvis i Somerset County)
- Smithfield
- South Connellsville
- Uniontown (huvudort)
- Vanderbilt